# Plumsjoch
Plumsjoch är ett berg i Österrike.   Det ligger i distriktet Schwaz och förbundslandet Tyrolen, i den västra delen av landet, 400 km väster om huvudstaden Wien. Toppen på Plumsjoch är 1 956 meter över havet.
Terrängen runt Plumsjoch är bergig åt sydost, men åt nordväst är den kuperad. Närmaste större samhälle är Jenbach, 14,3 km sydost om Plumsjoch. 
I omgivningarna runt Plumsjoch växer i huvudsak blandskog. Runt Plumsjoch är det ganska glesbefolkat, med 42 invånare per kvadratkilometer.